# Jet lag
El jet lag (también conocido como desfase horario, descompensación horaria, desfasaje horario [en Río de la Plata], síndrome del cambio rápido de zona horaria, síndrome transoceánico, disritmia circadiana o síndrome de los husos horarios) es un desequilibrio producido entre el reloj biológico de una persona (que marca los periodos de sueño y vigilia) y el nuevo horario que se establece al viajar largas distancias a través de varias regiones horarias, o si la hora cambia en verano e invierno.

## Descripción
El reloj biológico de la persona tiende a prevalecer, por lo que, al viajar de este a oeste o viceversa, tendrá sueño en pleno día y por las noches mantendrá un estado de vigilia. 
Entre los posibles síntomas provocados por el jet lag se encuentran: 
- Fatiga, cansancio general que es el más común de los síntomas; la persona se confunde menos si se viaja hacia el oeste porque un viaje hacia el oeste prolonga la experiencia del reloj corporal y distorsiona menos el ciclo día-noche.[2] Sin embargo, si viajamos hacia el este supone viajar en el sentido opuesto al reloj corporal.[2]
- Problemas digestivos: vómitos.[2][1]
- Confusión en la toma de decisiones o al hablar.[2][1]
- Falta de memoria.[2][1]
- Irritabilidad.[2][1]
- Apatía.[2][1]

Quienes estén sometidos a tratamientos que requieran la administración de medicación según un horario, deben considerar la necesidad de modificarlos según prescripción facultativa para compensar la disritmia circadiana; así, puede ser necesario modificar la dosis y el momento de administración de insulina según el número de zonas horarias atravesadas, el tiempo de permanencia en cada destino, la alimentación y la actividad, por lo que se debe determinar la glucemia con frecuencia. Los regímenes pueden requerir modificación en función del tiempo ahorrado en lugar del tiempo local.

## Estudios
Hay estudios que sugieren que un ejercicio intenso por la mañana temprano el primer día tras un desfase horario puede acelerar la adaptación al nuevo horario mejor que tratamientos de luz o de melatonina.

## Manejo
Es posible minimizar los efectos del "Desfase horario" siguiendo los siguientes pasos antes, durante y después del vuelo. 

### Antes del vuelo
Los pasajeros deben ser asesorados para llegar descansados, haber practicado ejercicio y seguir una dieta saludable. Cuando la persona está en buena forma, es más fácil que esté en buena forma después de aterrizar.
También se recomienda visitar a un médico para planificar las conductas médicas que requieren monitorización, las que incluyen ingesta de medicamentos o cualquier otro detalle necesario.
Otro consejo es adaptarse a la zona horaria de destino antes. Esto incluye comenzar la rutina diaria una hora antes o después de que uno normalmente lo hace, tres a cuatro semanas antes de la salida.

### Durante el vuelo
Para prevenir la deshidratación, los pasajeros deben ser alentados a no ingerir alcohol y cafeína. La cafeína no solo produce deshidratación sino que también altera los patrones de sueño. Por el contrario, la recomendación es beber mucha agua para ayudar a contrarrestar los efectos de la sequedad del ambiente dentro del avión.
A los pasajeros se les anima a ejercitar sus piernas mientras están sentados y a moverse alrededor del avión cuando el signo de cinturón de seguridad esté apagado, cada hora o dos.
Una opción para contrarrestar el jet lag es el viaje en segmentos más pequeños si es demasiado largo y pasar la noche en alguna ciudad. Y, por último, intentar ajustar las horas de sueño en el avión para coincidir con la hora de destino.

### A su llegada
Una forma útil de reducir al mínimo el desfase horario es adaptarse a la hora local. Asimismo, la exposición a la luz del sol durante el día es eficaz y útil.